# L'amore fin che dura
L'amore fin che dura è il quarto album discografico in studio del gruppo musicale veneto Non voglio che Clara, pubblicato nel gennaio 2014.
L'album, come il precedente, è prodotto da Fabio de Min (della stessa band) insieme a Giulio Ragno Favero (One Dimensional Man, Il Teatro degli Orrori). Tra gli ospiti vi sono anche Rodrigo D'Erasmo (Afterhours) e Paola Colombo (Dilaila).
Il primo pezzo estratto dal disco è Il complotto, diffuso nel novembre 2013.

## Tracce
1. Il complotto – 2:59
2. Le mogli – 3:50
3. Le anitre – 3:57
4. Gli acrobati – 3:26
5. La sera – 3:06
6. L'escamotage – 3:20
7. Lo zio – 4:12
8. La bonne heure – 3:09
9. I condomini – 3:06
10. La caccia – 4:10

## Formazione
- Fabio de Min – voce, pianoforte
- Marcello Batelli – chitarra
- Martino Cuman – basso, tastiere
- Igor De Paoli – batteria